# Гуляев, Сергей Михайлович
Сергей Михайлович Гуляев (19 марта 1913 — 9 августа 1994) — передовик советского машиностроения, токарь Пермского машиностроительного завода имени В. И. Ленина Западно-Уральского совнархоза, Герой Социалистического Труда (1963).

## Биография
Родился в 1913 году в селе Хохловка, ныне Пермского района Пермского края в русской семье. В 1931 году начал свою трудовую деятельность. Был принят на работу кровельщиком жилищно-коммунального отдела на завод. После прохождения срочной военной службы в Красной Армии Гуляев вернулся работать на завод в город Пермь, поступил на работу на Государственный союзный завод №172 имени В.М. Молотова, в дальнейшем Пермский машиностроительный завод имени В.И.Ленина.
За небольшой период трудовой деятельности приобрёл навыки высококлассного специалиста. В совершенстве освоил специальность токаря и до выхода на пенсию работал в механическом цехе №2. В годы Великой Отечественной войны завод осуществлял выпуск различных видов артиллерийского орудия, после окончания войны выпускал различные виды оборонительных комплексов. Сергей Михайлович на своём рабочем месте был рационализатором и экспериментатором. Старался постоянно совершенствовать даже незначительные вещи, окружающие и связанные с его трудовой деятельностью. Обратил внимание на работу канавочного резца, усовершенствовал его, довёл до высоких технических требований. Данный резец стал называться "гуляевским".
За высокие достижения в труде, указом Президиума Верховного Совета СССР (закрытым) от 10 октября 1963 года Сергею Михайловичу Гуляеву было присвоено звание Героя Социалистического Труда с вручением ордена Ленина и золотой медали «Серп и Молот».
Продолжал трудовую деятельность до выхода на пенсию.
Проживал в Перми. Умер 9 августа 1994 года. Похоронен на Запрудском кладбище города Перми.

## Награды
За трудовые и боевые успехи удостоен:
- золотая звезда «Серп и Молот» (10.10.1963),
- орден Ленина (10.10.1963),
- другие медали.